# Ukrajinka (obwód kirowohradzki)
Ukrajinka (ukr. Українка) – wieś na Ukrainie, w obwodzie kirowohradzkim, w rejonie kropywnyckim, w hromadzie Sokoliwśke. W 2001 liczyła 465 mieszkańców, wśród których 455 wskazało jako ojczysty język ukraiński, 8 rosyjski, a 2 ormiański.